# 나구리촌
나구리촌(名栗村)은 사이타마현 남서부에 위치했던 지치부군, 이루마군의 촌이다. 2005년 1월 1일에 한노시가 되었기 때문에 폐지되었다.

## 역사
- 1889년 4월 1일 - 정촌제 시행과 함께 지치부군 나구리촌이 성립하였다.
- 1921년 7월 1일 - 지치부군이 아루마군으로 이행되었다.
- 2005년 1월 1일 - 한노시에 편입 합병되었다.

## 교통

### 도로
- 사이타마 현도 53호
- 사이타마 현도 70호
- 사이타마 현도 73호
- 사이타마 현도 395호